# Mallasamudram
Mallasamudram är en ort i Indien.   Den ligger i distriktet Namakkal och delstaten Tamil Nadu, i den södra delen av landet, 1 900 km söder om huvudstaden New Delhi. Mallasamudram ligger 222 meter över havet och antalet invånare är 18 820.
Terrängen runt Mallasamudram är platt åt sydväst, men åt nordost är den kuperad. Terrängen runt Mallasamudram sluttar söderut. Runt Mallasamudram är det tätbefolkat, med 570 invånare per kvadratkilometer. Närmaste större samhälle är Tiruchengode, 19,3 km sydväst om Mallasamudram. Omgivningarna runt Mallasamudram är en mosaik av jordbruksmark och naturlig växtlighet.